# ونکان۱
ونکان۱ یک اندیس غیرفلزی است که در حوالی شهر جام استان سمنان قرار دارد و مادهٔ معدنی موجود در آن، باریت است.سنگ میزبان این اندیس ولکانیک‌ها و توف و آندزیت است و دیرینگی آن به دوران ائوسن می‌رسد. 